# Olsenella profusa
Olsenella profusa es una bacteria grampositiva del género Olsonella. Fue descrita en el año 2001. Su etimología hace referencia a profuso. Es anaerobia e inmóvil. Tiene un tamaño de 0,6 μm de ancho por 0,8-2 μm de largo. Crece de forma individual o en parejas. Forma colonias circulares, enteras, de color cremoso y opacas en agar FAA tras 7 días de incubación. Catalasa y oxidasa negativas. Tiene un contenido de G+C de 64%. Se ha aislado de la placa subgingival en pacientes adultos  con periodontitis.